# دونالد بيترمان
دونالد بيترمان (بالإنجليزية: Donald Peterman)‏ هو مصور سينمائي أمريكي، ولد في 3 يناير 1932 في لوس أنجلوس في الولايات المتحدة، وتوفي في 5 فبراير 2011 في بالوس فيرديس إستاتيس في الولايات المتحدة بسبب مرض.

## وصلات خارجية
- دونالد بيترمان على موقع IMDb (الإنجليزية)
- دونالد بيترمان على موقع ألو سيني (الفرنسية)
- دونالد بيترمان على موقع أول موفي (الإنجليزية)
- دونالد بيترمان على موقع قاعدة بيانات الأفلام السويدية (السويدية)
- دونالد بيترمان على موقع قاعدة بيانات الفيلم (الإنجليزية)
- دونالد بيترمان على موقع كينوبويسك (الروسية)